# 사가미만 해전
사가미만 해전은 제2차 세계 대전 당시인 1945년 7월 22일 밤 보소반도에서 일어난 대선박 공습이다. 이것은 태평양 전쟁 기간 동안 발생했던 해전 중 마지막 수상전이었다. 구축함 제51함대와 미국 해군이 잠수함 42호, 기뢰함 1호의 지원을 받고 있는 일본 화물선 함대를 공격했고, 미 해군은 하쿠테츠 5호를 격침시켰다. 다른 화물선인 엔번마루는 파손되었다. 호위함들은 피해를 입지 않았다.

## 참조
- “Shootout in Tokyo Bay”. 《USS DeHaven Sailor's Association》. 2005년 2월 23일에 원본 문서에서 보존된 문서. 2005년 3월 4일에 확인함.
- Bob Culver Our Ship's Diary As Told By The Crew: Uss Samuel N. Moore Dd-747, Iuniverse Inc, 2004, ISBN 0-595-33762-7
- “IJN Subchaser CH-42: Tabular Record of Movement”. 《Bob Hackett, Sander Kingsepp and Peter Cundall》. 2012년 5월 14일에 확인함.